# ノースガスト
ノースガストは、日本の競走馬、種牡馬。1980年の菊花賞の優勝馬。

## 戦績
3歳時の1979年に函館競馬場でデビュー。3戦目から連勝して出走した阪神3歳ステークスは牝馬ラフオンテースの2着に終わった。
皐月賞には間に合わず、4歳初戦に中京競馬場でのレースに出走（3着）し東京優駿（日本ダービー）に出走するが、オペックホースの10着に終わる。夏場には函館で1200万下条件の特別競走に2度出走するが勝てず。この函館から騎手が田島良保となった。
秋には神戸新聞杯を勝って初の重賞制覇を果たすと、京都新聞杯でも2着に入り、秋本番の菊花賞では5番人気に支持された。レースではダービーで2着に惜敗した一番人気のモンテプリンスが早目に先頭に立ち、直線で抜け出すが、ゴール手前でノースガストが内から交わし、クビ差でモンテプリンスを下して3分6秒1のレコードタイム（当時）で優勝。この時の馬体重は422キロで、菊花賞最軽量優勝馬となった。
以後は故障も続き、5歳時の大阪杯（5着）と6歳時の宝塚記念（14着）に出走したのみで7歳で現役を引退した。
- 生涯成績
  - 15戦4勝
- 主な勝ち鞍
  - 1980年 神戸新聞杯、菊花賞

## 引退後
現役引退後、1984年から種牡馬となったが、中距離重賞の神戸新聞杯を勝っていたものの、最も大きな獲得タイトルが菊花賞であったため、種牡馬としては減点材料と見られる長距離馬扱いされたこと、引退の機会を逸したこと、また血統がノーザンダンサー系などの人気系統からも外れる上に母の父がパーソロンの全兄にあたるため交配の幅に制限があることなど不利な要因が重なり、ほとんど種付けの機会に恵まれず、当て馬との兼用になった後、1992年に種牡馬を引退した。
種牡馬晩年の産駒の多くは二分久男厩舎に入厩していた。
その後、北海道白老郡白老町のイーハトーヴ・オーシァンファームに功労馬として繋養され、同地で死亡。墓も同牧場に建てられている。

### 主な産駒
1996年の三条記念（三条競馬場）を勝ったトミノゴーランが中央・地方通じて唯一の重賞勝ち馬である。他には中央で1勝した馬を数頭出した程度でこれといった産駒はいない。また、母の父としては1997年の忘れな草賞に4着し、中央で4勝を挙げたマヤラブリーを送り出している。

## 血統表
| ノースガストの血統（オーエンテューダー系 / Pharis4×4=12.50%、Pharos5・5×5=9.38%、Djebel4×5=9.38%、Tourbillon5×5=6.25% (父内) 、Avena・プリメロ5×5=6.25% (母内) ） | ノースガストの血統（オーエンテューダー系 / Pharis4×4=12.50%、Pharos5・5×5=9.38%、Djebel4×5=9.38%、Tourbillon5×5=6.25% (父内) 、Avena・プリメロ5×5=6.25% (母内) ） | ノースガストの血統（オーエンテューダー系 / Pharis4×4=12.50%、Pharos5・5×5=9.38%、Djebel4×5=9.38%、Tourbillon5×5=6.25% (父内) 、Avena・プリメロ5×5=6.25% (母内) ） | （血統表の出典）   | （血統表の出典） |
| 父 *アラナス Aranas 1965 鹿毛 | 父の父Right Royal 1958 黒鹿毛 | Owen Tudor | Hyperion           | Hyperion         |
| 父 *アラナス Aranas 1965 鹿毛 | 父の父Right Royal 1958 黒鹿毛 | Owen Tudor | Mary Tudor         |                  |
| 父 *アラナス Aranas 1965 鹿毛 | 父の父Right Royal 1958 黒鹿毛 | Bastia | Victrix            | Victrix          |
| 父 *アラナス Aranas 1965 鹿毛 | 父の父Right Royal 1958 黒鹿毛 | Bastia | barbenbush         |                  |
| 父 *アラナス Aranas 1965 鹿毛 | 父の母Arbencia 1954 鹿毛 | Arbar | Djebel             | Djebel           |
| 父 *アラナス Aranas 1965 鹿毛 | 父の母Arbencia 1954 鹿毛 | Arbar | Astronomie         |                  |
| 父 *アラナス Aranas 1965 鹿毛 | 父の母Arbencia 1954 鹿毛 | Palencia | Pharis             | Pharis           |
| 父 *アラナス Aranas 1965 鹿毛 | 父の母Arbencia 1954 鹿毛 | Palencia | Hestia             |                  |
| 母 ゲズンドハイト 1971 鹿毛 | 母の父*ミステリー Mystery 1959 鹿毛 | Milesian | My Babu            | My Babu          |
| 母 ゲズンドハイト 1971 鹿毛 | 母の父*ミステリー Mystery 1959 鹿毛 | Milesian | Oatflake           |                  |
| 母 ゲズンドハイト 1971 鹿毛 | 母の父*ミステリー Mystery 1959 鹿毛 | Paleo | Pharis             | Pharis           |
| 母 ゲズンドハイト 1971 鹿毛 | 母の父*ミステリー Mystery 1959 鹿毛 | Paleo | Calonice           |                  |
| 母 ゲズンドハイト 1971 鹿毛 | 母の母スパイラル 1967 鹿毛 | *シプリアニ Cipriani | Never Say Die      | Never Say Die    |
| 母 ゲズンドハイト 1971 鹿毛 | 母の母スパイラル 1967 鹿毛 | *シプリアニ Cipriani | Cerezza            |                  |
| 母 ゲズンドハイト 1971 鹿毛 | 母の母スパイラル 1967 鹿毛 | サツマオー | アサフジ           | アサフジ         |
| 母 ゲズンドハイト 1971 鹿毛 | 母の母スパイラル 1967 鹿毛 | サツマオー | キミカゲ F-No.22-b |                  |

6代母フリッパンシーは大鵬・セントライト・アルバイト・トサミドリ兄弟を輩出している。母の父ミステリーはパーソロンの1歳上の全兄にあたり、他に母の父としてリンドホシ (京王杯スプリングカップ) を出している。